# 纯洁的爱情
《純潔的愛情》（IPA讀音：/asˈmara mʊrˈni/）是一部在1941年上映的荷属东印度（今印度尼西亚）愛情片，由翁福林監製、由拉登·阿里芬執導，並由友聯影業發行。該片劇本由沙倫撰寫，故事講述醫生愛上自家的女僕，而女僕和同村村民的感情則以失敗告終。這部黑白電影由阿德南·卡保·加尼、朱瓦莉亞和S·優素福主演，選角和宣傳工作目的是吸引人數日漸增加的土著知識份子觀看本片。本片所獲得的評價褒貶不一，不過從商業角度來看，這部電影是成功的。和荷屬東印度大部份電影一樣，這部電影如今可能已經散佚。

## 故事大綱
巴迪醫生（Dr. Pardi，阿德南·卡保·加尼飾）在婆羅洲山口洋市實習4年後返回爪哇島執業。在此之前，他首先回到芝格丁（Cigading）探望家人，並向他們贈送伴手禮。一回家，他就看見自己的兒時玩伴達蒂（Tati，朱瓦莉亞飾）已經長大，變成一個美女，還成為了自己家裏的女傭；他為此大感愕然。之後他就開始偷偷討好達蒂，不過他沒有對達蒂說出自己這樣做的原因。巴迪知道自己的母親絕不會准許自己突破階級隔阻，和一個女傭成婚，因此當他的母親叫他盡快成婚的時候，他只是說自己已經有心上人。他的母親又挑選了幾個女子待他迎娶，不過他拒絕與當中任何一人成婚。
達蒂的未婚夫阿米爾（Amir，S·優素福飾）留意到她受到別人的關注，而沒有時間陪自己，並為此感到妒忌。他計劃離開芝格丁，到荷屬東印度的首都巴達維亞（今雅加達）找工作；達蒂知道了這件事以後又跟着去。達蒂到了巴達維亞之後，在自己姨母的家裏居住，並以洗衣維生；而阿米爾則與一個當地人同居，還學會了駕駛載客三輪車（becak）的技能。兩人又開始一起儲蓄，來籌措結婚經費。他們不知道的是，巴迪縮短自己在芝格丁的行程，到巴達維亞執業，並在同時尋找達蒂。
阿米爾在婚禮前夕吹起笛子；當時一個名為奧美小姐（Miss Omi）的歌手走近他，請他加入自己的劇團，在世界各地巡迴演出。阿米爾沒有答應；奧美為了說服他加入劇團，便包租了阿米爾的載客三輪車，請他載着自己環遊巴達維亞，不過他還是拒絕了。奧美下了車以後，有一個人走近阿米爾，叫他送一個包裹，不過他沒能把包裹送給收件人，反而被人拘捕，並面臨走私鴉片的指控。
阿米爾沒有回來的事令達蒂和她的姨母憂心忡忡：達蒂曾經看見阿米爾和奧美一起相處，生怕他們兩個人一起私奔。她因此感到悲痛不已，還打算回到芝格丁。一次她和姨母一起探望她們的僱主阿都西迪（Abdul Sidik），遇到了阿都西迪的醫生巴迪，不過她們對此毫不知情。巴迪回家以後，便叫阿都西迪收留達蒂，把她當成親生女兒看待，並為她提供教育。達蒂的學習速度很快，不久之後她便可以和來自富貴人家的婦女相比。
阿米爾坐牢18個月期間一直未有受審，最終他獲判無罪釋放，並返回巴達維亞。他回來以後找不到達蒂，只好在街上流連。奧美發現了他，然後再次請他為自己的劇團表演。這次阿米爾答應了；過了不久，報紙上提及他的名字的廣告就變得鋪天蓋地。達蒂和阿都西迪看到了一則這樣的廣告，便前往觀賞阿米爾的表演，不過他們卻發現阿米爾因車禍受傷。巴迪在醫院救治阿米爾，而達蒂則在此時得知阿米爾不知行蹤的真正原因。阿米爾臨死的時候在病榻上叫巴迪照顧着達蒂；而巴迪和達蒂兩人後來也結婚了。

## 製作
《純潔的愛情》的導演拉登·阿里芬以前當過記者，曾積極參與民族主義運動和勞工運動。之後他投身電影業，在1940年加入友聯影業（《純潔的愛情》的製片商），並於同年完成導演處女作《溢血財產》。《純潔的愛情》的出品人是友聯影業的東主翁福林，編劇是記者沙倫，他在1937年為阿尔贝特·巴林克執導的《月光曲》擔任編劇，結果大收旺場，之後他先為陳氏影業效力，再加入友聯影業。
這部黑白電影由阿德南·卡保·加尼、朱瓦莉亞和S·優素福（S. Joesoef）主演，是加尼和優素福的長片處女作。而朱瓦莉亞則在該片上演一年前在《用性命償還》一片中演出，並成為友聯影業的演員。
當年荷蘭殖民政府營辦的學校培育了一群土著知識份子，社會上有一個運動吸引、鼓勵他們觀看本土電影，聲勢越來越大。不過人們普遍認為當地電影的質素比進口的荷里活電影差得很遠，原因之一是當年本土電影起用的大多數演員和製作人員都接受過戲劇訓練。正因為這樣，阿里芬便邀請當時的民族主義運動要人加尼醫生參演這部電影。雖然一些民族主義者認為加尼參演《純潔的愛情》一片會損害獨立運動，不過加尼認為這樣做是有必要的：他相信觀眾要對本土的電影作品給予更好的評價。

## 發行與反響
1941年4月29日，《純潔的愛情》在巴達維亞的好麗安戲院（Orion Theatre）進行首映；首映觀眾以當地土著和華人居多。本片適合所有年齡段的觀眾觀看，而該片廣告則注重介紹加尼的教育程度和優素福的上等階層背景。宣傳廣告提到這部電影突破舞台劇的傳統規範（例如音樂），而在當時的印尼電影，這些標準都是無所不在的。及至1941年8月，該片已在新加坡（海峽殖民地的一部分）上映，當地報紙的廣告形容這部電影是一部「現代馬來戲劇」。當年稍後，總部位於日惹的考爾夫－比寧出版社（Kolff-Buning）把這部電影改編為小說，予以出版發行。
這部電影成功贏利，不過影評家對這部電影的評價褒貶不一。《巴達維亞新聞報》一篇匿名影評認為這部電影「引人入勝」，演員演技精湛。該報另一篇影評則認為，這部電影雖然比《五色》、《七重天》這些同期的電影作品好，不過在評論這部電影是否如宣傳廣告所說，摒棄了舞台規範的時候，就要抱着「半信半疑」的態度。總部設於泗水的《泗水商報》也刊登了一篇關於這部電影的影評，這篇影評認為該片富有戲劇色彩，並形容這部電影具備了「西式的敘事母題和富有巽他特色的本地敘事環境。」

## 後續
友聯影業在製作《純潔的愛情》一片之後，又製作了另外三套電影；當中只有《女人與鬥士》一部電影是由拉登·阿里芬執導，他在拍完這部電影之後不久便離開了友聯影業，沙倫也是一樣。《純潔的愛情》上映之後，加尼沒有參演其他電影，而是重返民族主義運動。他在印度尼西亞獨立革命期間（1945－1949年）以軍火走私者的身份聞名，並在印尼獨立後成為政府部長。2007年11月，印尼政府向加尼追授印度尼西亞民族英雄頭銜。朱瓦莉亞則留在電影業，但戲份越來越小，直至她在1950年代重返舞台劇界為止。
《純潔的愛情》至少放映到了1945年11月，但如今很可能已经散佚。荷属东印度的电影胶卷以非常易燃的硝化纤维制成，1952年印尼國家電影製片廠的仓库失火，大部分物品毀於一旦，後來為了消除火災隱患，所有存放老電影的硝化纖維膠片都被銷毀。因此，美国视觉人类学家卡尔·G·海德推论，所有在1950年前制作的印尼电影均已散失。不过，J·B·克里斯坦托（J.B. Kristanto）在《印尼电影目录》中表示，印尼电影资料馆把好几部荷属东印度电影保存下來。米斯巴赫还指出荷兰政府新闻处收藏了几部日本宣传电影，使之留存至今。

## 註解
1. ↑  本片故事大綱由考爾夫－比寧出版社出版的同名電影改編小說改寫而成。
2. ↑  包括魯姬亞、卡托羅、菲菲·楊、阿斯塔曼、勒娜·阿斯馬拉和安查爾·阿斯馬拉[11]。
3. ↑  原文：「... boeiend ...」
4. ↑  原文：「... moet men dit wel met een korreltje zout」
5. ↑  原文：「... een geheel naar westersche motieven opgezet scenario, spelend in het inheemsche milieu met specifiek Soendaneesche decors.」

## 註腳
1. ↑  夏基安 1965，第7頁.
2. ↑  Biran 2009，第232頁.
3. ↑  Filmindonesia.or.id, Rd Ariffien.
4. ↑  Filmindonesia.or.id, Asmara Moerni.
5. 1 2  Soerabaijasch Handelsblad 1941, Sampoerna: 'Asmara Moerni'.
6. ↑  Filmindonesia.or.id, Saeroen.
7. ↑  Filmindonesia.or.id, Asmara Moerni; Soerabaijasch Handelsblad 1941, (untitled)
8. ↑  Biran 2009，第262–63頁；Soerabaijasch Handelsblad 1941, (untitled)
9. 1 2  Filmindonesia.or.id, Djuariah.
10. ↑  Biran 2009，第260頁.
11. ↑  Biran 2009，第204頁.
12. 1 2 3  Biran 2009，第262–63頁.
13. 1 2  Bataviaasch Nieuwsblad 1941, Filmaankondigingen.
14. 1 2  Soerabaijasch Handelsblad 1941, (untitled).
15. ↑  The Straits Times 1941, (untitled).
16. ↑  Saeroen 1941，第1頁.
17. ↑  Bataviaasch Nieuwsblad 1941, Iets over de Maleische Film.
18. ↑  Biran 2009，第233頁.
19. ↑  Biran 2009，第263頁.
20. ↑  Biran 2009，第234頁.
21. ↑  Mufid 2012, Menyelundup untuk Kemakmuran Republik.
22. ↑  Suara Merdeka 2007, Presiden Anugerahkan Gelar.
23. ↑  Soeara Merdeka 1945, Pilem.
24. ↑  Biran 2012，第291頁.
25. ↑  Heider 1991，第14頁.
26. ↑  Biran 2009，第351頁.

## 外部連結
- 互联网电影数据库（IMDb）上《纯洁的爱情》的资料（英文）